# Francisco Rubio (astronauta)
Francisco Carlos Rubio, detto Frank (Los Angeles, 11 dicembre 1975), è un astronauta statunitense.
Il 21 settembre 2022 è partito per la missione spaziale Sojuz MS-22 (Expedition 68) a bordo della ISS. La missione di sei mesi pianificata inizialmente è stata estesa di ulteriori sei mesi (Expedition 69) a causa dell'incidente della Sojuz MS-22; è tornato sulla Terra nel settembre 2023 a bordo della Sojuz MS-23. L'11 settembre 2023 ha battuto il record di permanenza continuativa nello spazio per un astronauta statunitense e non russo di 355 giorni di Mark Vande Hei; il 27 settembre ha concluso la missione accumulando 370 giorni nello spazio.

## Biografia

### Carriera militare
Si è laureato in Relazioni Internazionali nell’U.S. Military Academy a West Point, New York. È stato pilota dell’elicottero UH-60 Blackhawk e ha accumulato 1000 ore di volo, incluse 600 ore di combattimento durante gli schieramenti in Bosnia, Afghanistan e Iraq. Ha conseguito un dottorato in medicina al Uniformed Services University of the Health Sciences a Bethesda nel Maryland ed è stato medico di volo alla Base militare Redstone Arsenal in Alabama. Al momento della selezione come astronauta, Rubio era un medico di battaglione del 3º battaglione del decimo gruppo delle Forze speciali dell’Esercito statunitense.

### Carriera alla NASA
È stato selezionato nel Gruppo 22 degli astronauti NASA il 7 giugno 2017. Ad agosto 2017 ha preso servizio al Johnson Space Center della NASA per iniziare i due anni di addestramento base come candidato astronauta. Nel gennaio 2020 ha completato l'addestramento diventando assegnabile per le missioni spaziali.

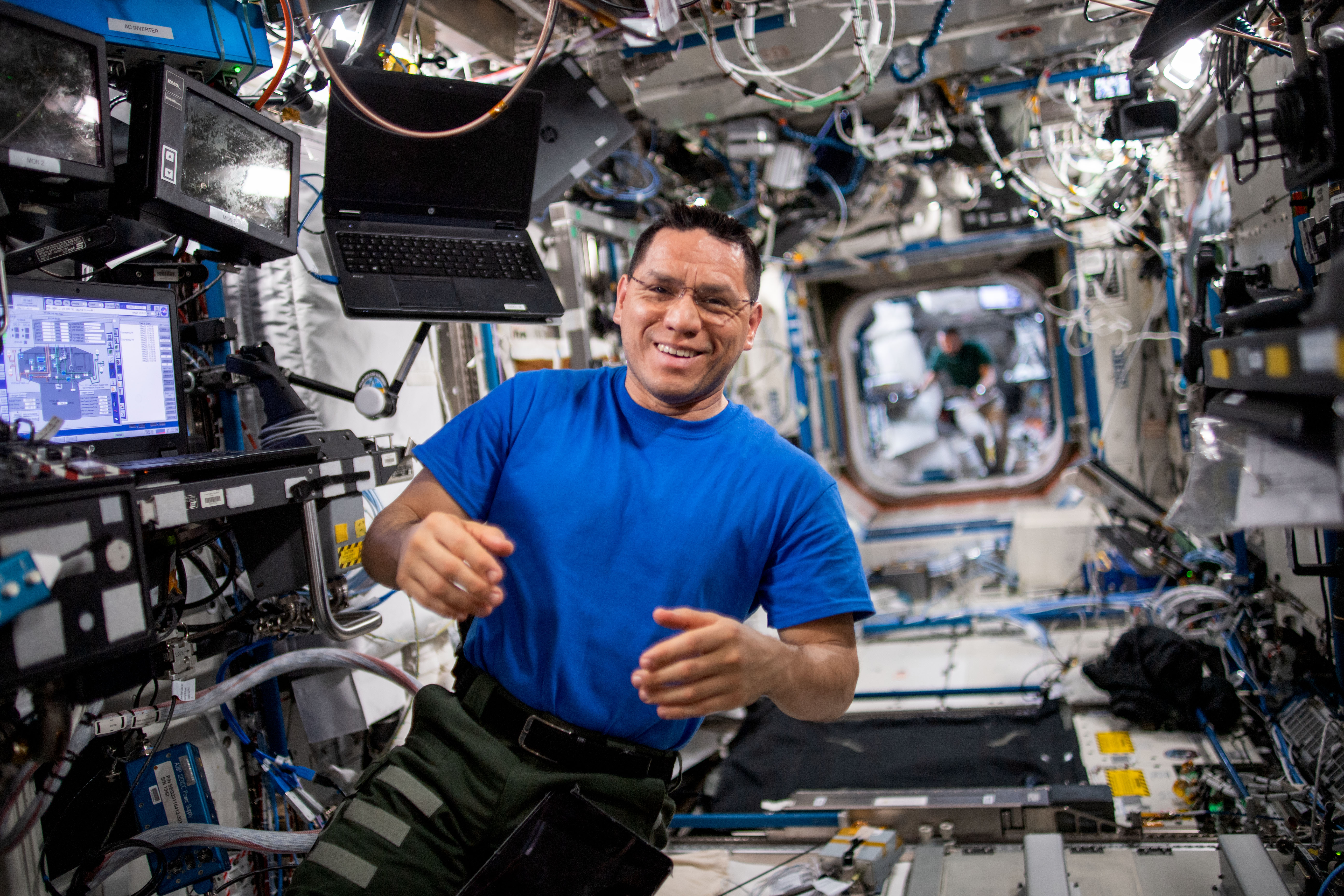
Rubio nel laboratorio Destiny durante l'Expedition 69

#### Sojuz MS-22/Sojuz MS-23 (Expedition 67/68/69)
Il 15 luglio 2022, a seguito dell'accordo tra NASA e Roscosmos, Rubio venne assegnato come ingegnere di volo 2 della missione Sojuz MS-22 per l'Expedition 67/68. Venne lanciato per la sua prima missione spaziale il 21 settembre 2022 insieme ai cosmonauti Sergej Prokop'ev e Dmitrij Petelin. Il 15 novembre 2022, insieme al collega Josh Cassada, effettuò la sua prima attività extraveicolari (EVA) di 7 ore e 10 minuti per la preparazione delle postazioni di installazione di due pannelli fotovoltaici iROSA. Il 15 dicembre il Centro di controllo missione di Roscosmos rilevò un abbassamento di pressione nel circuito di raffreddamento della Sojuz MS-22 coerente con una perdita; i cosmonauti osservarono una perdita di liquido refrigerante proveniente dal modulo di servizio della Sojuz. Nei giorni successivi Roscosmos avviò un'indagine per identificarne la causa e determinare se la navicella fosse sicura per il rientro sulla Terra previsto tre mesi dopo, nel marzo 2023. Ai primi di gennaio Roscosmos decise che la navicella non era sicura per un rientro atmosferico e decise di lanciare una nuova navicella, la Sojuz MS-23, il cui lancio avvenne nel febbraio 2023.
Per evitare di utilizzare una nuova navicella per un solo mese, Roscosmos decise di estendere la missione di Rubio (e di Prokop'ev e Petelin) di ulteriori sei mesi durante l'Expedition 69. Il 26 febbraio la navicella senza equipaggio Sojuz MS-23 attraccò alla ISS, sostituendo la danneggiata Sojuz MS-22; quest'ultima venne sganciata il 28 marzo dalla ISS. L'11 settembre Rubio superò il record di giorni continuativi in orbita per un astronauta statunitense (355 giorni), fino a quel momento detenuto da Mark Vande Hei (Expedition 64/65/66). Qualche giorno dopo, il 21 settembre, Rubio celebrò un anno di permanenza continuativa nello spazio. Durante l'anno in orbita si occupò dello svolgimento di centinaia di esperimenti scientifici, manutenzione del Segmento orbitale americano anche svolgendo tre attività extraveicolari complessivamente della durata di 21 ore e 24 minuti e assistendo gli altri astronauti durante altre quattro EVA. È rientrato sulla Terra il 27 settembre 2023 dopo 371 giorni continuativi nello spazio.

## Vita privata
Rubio, nato a Los Angeles, è cresciuto a Miami, in Florida. È sposato con Deborah con cui ha avuto quattro figli.
Ha origini salvadoregne.